# Срджан Тодорович
Срджан Тодорович (серб. Срђан Тодоровић, Srđan Todorović; 28 березня 1965, Белград, Югославія) — югославський і сербський актор, музикант. Відомий в першу чергу за ролями у фільмах Еміра Кустуріци «Андеграунд» і «Чорна кішка, білий кіт» і популярних сербських комедіях «Ми не ангели» і «Полуничка в супермаркеті».
Син відомого югославського актора Бори Тодоровича.

## Фільмографія
- 1968 — Є любов, немає любові / Іма љубаві нема љубаві
- 1986 — Бал на воді / Бал на води
- 1987 — / Догода се на данашњі дан
- 1987 — Дежа вю / Већ віђено — молодий Михайло
- 1987 — Осіннє свято / Октоберфест — Горан
- 1988 — Забуті / Заборављені — Кіфл
- 1989 — / Како је пропан рокенрол
- 1991 — / Мала
- 1992 — Чорний бомбардувальник / Црни бомбардер
- 1992 — Ми не ангели / Ми нисма анђели — Диявол
- 1993 — / Візантіјско плавили
- 1995 — Андеграунд / Underground — Йован
- 1997 — Три літніх дні / Три летња дана
- 1998 — Чорна кішка, білий кіт / Црна мачка бели мачор — Дадан Карамболь
- 1998 — / Три Палм за дві бітанге і рібіцу
- 2000 — Життя і війна / Рат уживемся — Дулі
- 2001 — Абсолютна сотня / Апсолутніх 100 — Ігор Гордич
- 2002 — Смертельний холод / Мртав ' ладан — КІЖА
- 2003 — Полуничка в супермаркеті / Јагода у супермаркету — Марко Кралевич
- 2004 — Червона вантажівка сірого кольору / Сиви камион Црвене боје — Ратко
- 2005 — / Флерт — Мане
- 2005 — Ми не ангели 2 / Ми нисма анђели 2
- 2005 — Погоня за щасливчиком / Потера за Срећ (к) ом — Інспектор
- 2006 — Івкова слава / Ивкова слава — Смук
- 2006 — Ми не ангели 3 / Ми нисма анђели 3
- 2009 — Едіт і я / Технотајз: Едит и ја
- 2009 — / Zena sa slomljenim nosem
- 2009 — Сербський фільм / Српски филм — Мілош
- 2010 — Монтевідео: Божественне бачення / Монтевидео, Бог те видео!;- Бора Йованович
- 2011 — Здухач значи авантура;- Спот Батица
- 2011 — Кутија;- Аца
- 2012 — Монтевидео, Бог те видео! (серіал);- Бора Йованович
- 2013 — Топ је био врео;- Лутво
- 2013 — На путу за Монтевидео;- Бора Йованович
- 2013 — Монтевидео, видимо се!;- Бора Йованович
- 2014 — Фолк (серіал);- Голуб
- 2014 — Четири руже;- Слоба
- 2014 — Атомски здесна;- Младен
- 2014 — Монтевидео, видимо се!(серіал);- Бора Йованович